# Uppsala Science Park
Uppsala Science Park är en forsknings- och företagspark i stadsdelen Polacksbacken i Uppsala. Syftet med parken, som befolkas av 140 företag, forskningscenter och myndigheter, är att vara en innovationsinkubator främst inom life science och branscherna bioteknik, materialvetenskap, medicin och IT.

## Historia

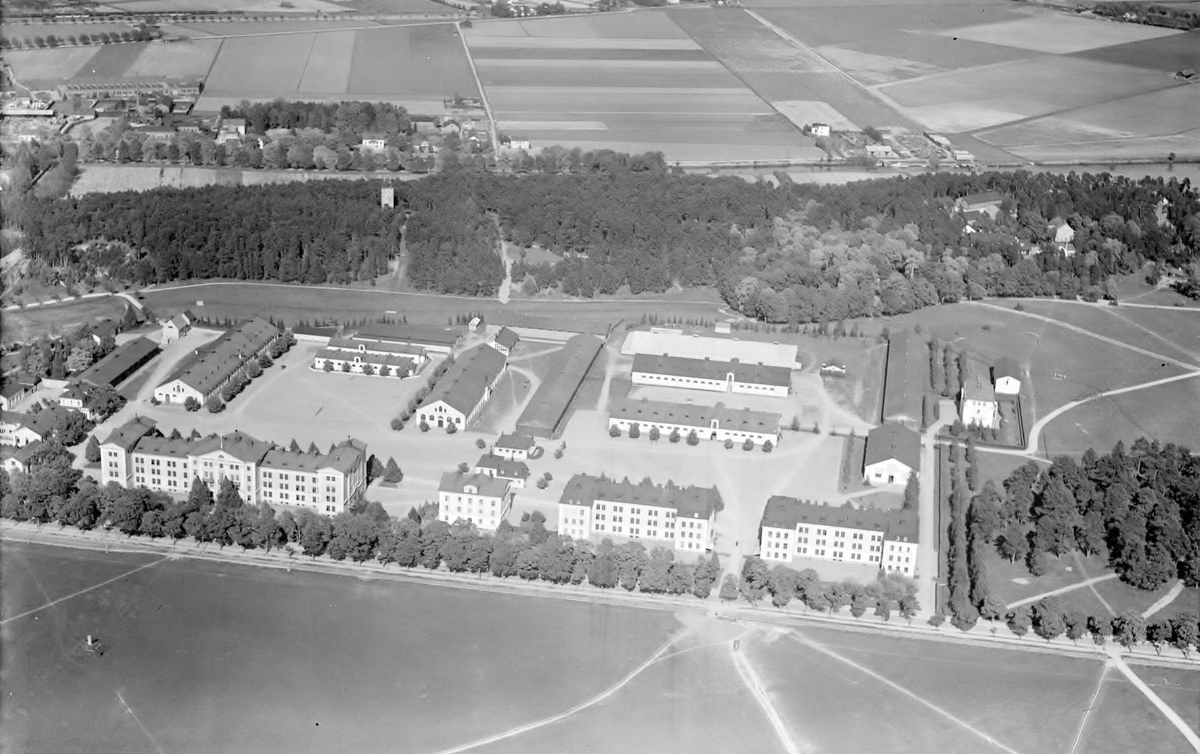
Flygfoto över Arméns Underofficersskola och Upplands artilleriregemente 1936

Parken är byggt i området som tidigare kallades Glunten och inbegriper flera byggnader som fram till 1983 tillhörde Uppsala garnison, däribland Arméns Underofficersskola och Upplands artilleriregemente.

## Myndigheter och institutioner
- Livsmedelsverket, Celsiushuset[4]
- Läkemedelsverket, Linnéhuset[5]
- Rättsmedicinalverket, Rudbecklaboratoriet[6]
- UU Innovation, Hubben[7]
- Akademiska sjukhuset[8]
- Skogforsk, Husaren[9]
- Uppsala universitet, Rudbecklaboratoriet och MTC[10]
  - Institutionen för kvinnor och barns hälsa
  - Institutionen för läkemedelskemi
  - Institutionen för kirurgiska vetenskaper
  - Institutionen för medicinska vetenskaper
  - Institutionen för folkhälso- och vårdvetenskap
  - Institutionen för immunologi, genetik och patologi
- Uppsala innovation Centre[11]